# Geocaching
Geocaching (gr. geo – Ziemia, ang. cache /kæʃ/ – chować, skrytka, schowek, kryjówka) – gra terenowa dla użytkowników odbiorników GPS, polegająca na poszukiwaniu tzw. skrytek, pojemników, keszy (ang. geocache) uprzednio ukrytych przez innych uczestników tej zabawy. 
Ukrywane przeważnie w interesujących miejscach skrzynki zawierają dziennik odwiedzin (logbook), do którego wpisują się kolejni znalazcy, a także ewentualne drobne upominki na wymianę (fanty) oraz przedmioty podróżne (The Travel Bug). Lokalizacja miejsca ukrycia skrytki przekazywana jest przez jej założyciela innym uczestnikom gry poprzez wprowadzenie współrzędnych geograficznych w jednej ze specjalnych internetowych baz danych, tzw. serwisów geocachingowych (np. Geocaching.com lub Opencaching.pl).
Nadrzędną ideą zabawy jest zachęcenie jej uczestników do odwiedzenia, w wyniku poszukiwań, miejsc w których ukryte są skrytki. Niektóre miejsca wybrane przez chowających są trudno dostępne, mało znane, rzadko odwiedzane, a przy tym atrakcyjne i jako takie uznane za godne prezentacji innym uczestnikom gry. Znalazca wpisuje swój identyfikator (nick) i datę do dziennika odwiedzin skrytki, czasem w nagrodę może zabrać jeden z ukrytych w pojemniku upominków (fantów) i zostawić w zamian inny, nie mniej atrakcyjny. Oprócz danych dotyczących lokalizacji (długość i szerokość geograficzna, w systemie WGS 84) chowający umieszcza w serwisie geocachingowym opis skrytki, zawierający dodatkowe informacje ułatwiające jej znalezienie (hint), a także informacje o charakterze krajoznawczym dotyczące miejsca ukrycia i ewentualnych innych atrakcji turystycznych w okolicy. Ponadto opis skrytki zawierać powinien tzw. atrybuty - ostrzeżenia o możliwych zagrożeniach w trakcie poszukiwań oraz informacje o dostępności dla osób niepełnosprawnych lub szukających w towarzystwie dzieci.

## Historia
System GPS zaprojektowany został do zastosowań militarnych i początkowo, aby uniemożliwić dokładne odczytanie pozycji przez cywilnych użytkowników, sygnał GPS poddawany był celowemu zniekształceniu – SA (Selective Availability). Uniemożliwiało to jednostkom cywilnym uzyskanie dokładności lepszej niż 100 m.
2 maja 2000 (tzw. Blue Switch Day) prezydent USA Bill Clinton postanowił udostępnić niezniekształcony sygnał wszystkim użytkownikom systemu GPS, przez co możliwe zostało osiągnięcie dokładności lepszej niż 10 m.
3 maja 2000 Dave Ulmer dla uczczenia tego wydarzenia, zaproponował rozpoczęcie pewnej gry, polegającej na chowaniu „skarbu”, a następnie podaniu jego lokalizacji do publicznej wiadomości. Na wcielenie idei w życie nie trzeba było długo czekać i jeszcze tego samego dnia pierwsza skrytka została ukryta (współrzędne 45°17′27,6″N 122°24′48,0″W/45,291000 -122,413333 w okolicy miejscowości Estacada w Oregonie). Ta data wyznacza początek geocachingu i jest świętowana corocznie przez entuzjastów gry.

### Historia geocachingu w Polsce
1 listopada 2001 została założona pierwsza skrytka na terenie Polski. Skrytka „Ndebele 1", bo tak się nazywa, jest wirtualna (nie posiada pojemnika z logbookiem) i została opublikowana w serwisie geocaching.com. Najstarszą niewirtualną skrytką była skrytka FirePlace założona 5 stycznia 2002 roku, opublikowana w serwisie geocaching.com.
Informacje o niej można również znaleźć w sygnaturce listu z 5 stycznia 2002. Obecnie skrytka ta nie istnieje. Najstarszą istniejącą skrytką w Polsce jest pojemnik ukryty dnia 2 czerwca 2002 roku w okolicach Szczytna. (Jest to skrytka reaktywowana po 10 latach na podstawie znalezionych szczątków opakowania). Najstarszą skrytką w ciągłym użytkowaniu, z oryginalnym logbookiem, jest "First cache in lubuskie” z 29 marca 2003 roku
Wiosną 2006 roku stworzony został polski lokalny serwis Opencaching Polska (zwany też OC PL). Bazuje on na otwartej platformie i utrzymywany jest społecznie przez grupę entuzjastów zabawy. Wszystkie treści umieszczane w serwisie OC PL publikowane są tam na licencjach otwartych.
W październiku 2009 roku wystartowała strona Geocaching Polska związana z serwisem Geocaching.com. W założeniu jest ona odpowiedzią na potrzeby coraz prężniej rozwijającego się środowiska geokeszerskiego, publikującego skrytki w tym międzynarodowym serwisie. 10 lutego 2011 roku opublikowana została nowa wersja tej strony. 25 lutego 2012 roku Zarząd Główny PTTK, w porozumieniu z serwisem Geocaching.pl, w celu upowszechnienia Geocachingu ustanowił Odznakę "PTTK Geocaching Polska”.
Od 24 czerwca 2023 roku w Polsce emitowany jest podcast poświęcony geocachingowi – Między keszami, prowadzony przez QbęPL (Jakuba Paradowskiego) i okrutnyb (Annę Sabak-Grzybowską). Odcinki publikowane są raz w tygodniu na platformach YouTube, Spotify, Apple Podcast, Google Podcast oraz Deezer. W programie pojawiają się treści poradnikowe, podróżnicze, newsy oraz wywiady z osobami związanymi ze światem geocachingu. Podcast powstaje dzięki współpracy z Domem Kultury Kadr oraz ze Stowarzyszeniem Geocaching Warszawa.

## Serwisy

### Pierwsza strona
Pierwsza strona internetowa zawierająca listę skrytek geocachingowych została stworzona 8 maja 2000 roku przez Mike’a Teague. 2 września 2000 roku Jeremy Irish wysłał email na grupę gpsstash, w którym poinformował, że zarejestrował domenę geocaching.com oraz założył własną stronę, na którą skopiował skrytki z bazy Mike’a Teague. Dnia 6 września 2000 roku Mike Teague oficjalnie ogłosił, że Jeremy Irish przejął jego stronę. Po przejęciu bazy skrytek przez Irisha pojawiły się kontrowersje w związku z jego działaniami mającymi uczynić z geocachingu sposób na zarabianie pieniędzy, co wkrótce doprowadziło do skonfliktowania Irisha z Davidem Ulmerem, Robinem Lovelockiem, Mikiem Teague’em i innymi członkami grupy dyskusyjnej.

### Geocaching.com
To największy, komercyjny serwis geocachingowy na świecie, należący do przedsiębiorstwa Groundspeak Inc, które rozpoczęło działalność 2 września 2000 roku. Każda skrytka przed opublikowaniem jest weryfikowana przez recenzenta wybranego przez założyciela serwisu. Darmowe konto daje dostęp do najważniejszych funkcji potrzebnych w geocachingu: poszukiwania oraz zakładania skrytek. Bardziej zaawansowane funkcje tej strony, takie jak wyszukiwanie zaawansowane, generowanie Pocket Query, powiadomienia czy dostęp do keszy premium wymagają wykupienia konta premium.
Dnia 28 lutego 2013 roku o godz. 14:11 czasu środkowoeuropejskiego serwis przekroczył barierę 2 milionów aktywnych skrytek zarejestrowanych w ponad 200 krajach na całym świecie, a także ponad 5 milionów użytkowników.
Od 2009 roku istnieje polska strona Geocaching.pl, której celem jest ułatwienie polskim geocacherom korzystania z serwisu Geocaching.com. Według stanu na 6 lipca 2018 roku na terenie Polski znajdują się 60 702 skrytki, z których 42 671 jest aktywnych. W roku 2023 jest ich ponad 60 000 aktywnych.

Oficjalne logo gry Geocaching.com

Liczba aktywnych skrytek systemu geocaching.com w Polsce w kolejnych latach.

### Opencaching.PL oraz Opencaching Network
Opencaching.PL jest jednym z serwisów Sieci Opencaching (ang. Opencaching Nodes). Zgodnie z ideą przyświecającą projektowi, serwisy Opencaching funkcjonują na zasadach „non-profit”. Korzystanie z serwisów Opencaching jest bezpłatne, a dostęp do wszystkich podstawowych danych w formie, którą można łatwo obrabiać przez inne aplikacje, jest całkowicie otwarty. Mniejsze są również ograniczenia dotyczące chowania skrytek. Serwisy Opencaching są serwisami narodowymi, których działalność ogranicza się najczęściej do jednego obszaru językowego. Obecnie (wrzesień 2024) funkcjonują one w Polsce, Niemczech, Czechach, Wielkiej Brytanii, Holandii, Rumunii, Hiszpanii i Stanach Zjednoczonych.
Serwis Opencaching.PL w styczniu 2019 roku zawierał 61 747 skrzynek, w tym 38 225 aktywnych, oraz 40 211 aktywnych użytkowników. Serwis posiada aktywnie działające forum w języku polskim, publicznie dostępne API dla deweloperów oraz rosnącą liczbę zintegrowanych aplikacji mobilnych.

### NaviCache
NaviCache.com rozpoczął działalność w lutym 2001 roku jako regionalny serwis geocachingowy. Szybko zdobył popularność wśród ludzi, którzy szukali mniej restrykcyjnej alternatywy do serwisów wtedy istniejących. W serwisie istnieje możliwość rejestracji prawie każdego rodzaju skrytki (w granicach rozsądku).

### TerraCaching
Serwis TerraCaching stawia sobie za cel zapewnienie wysokiej jakości skrytki. Współrzędne skrytek tam zarejestrowane są niedostępne dla niezarejestrowanych osób. Członkostwo zarządzane jest przez system sponsoringu, a każda skrytka jest pod stałą obserwacją innych użytkowników. W Europie TerraCaching jest obsługiwany przez Terracaching.eu. Serwis ten posiada tłumaczenia w różnych językach europejskich, posiada rozbudowany FAQ oraz dodatkowe narzędzia dla TerraCaching. Regulamin TerraCaching zabrania rejestracji skrytek w innych serwisach.

### GPSgames
GPSgames to kolejny serwis geocachingowy. W serwisie tym istnieje możliwość zakładania skrytek wirtualnych. Oferuje on również inne zabawy z wykorzystaniem odbiornika GPS, tj.: Geodashing, Shutterspot, GeoVexilla, MinuteWar, GeoPoker i GeoGolf.

### Opencaching.com
7 grudnia 2010 roku wystartował darmowy serwis Opencaching.com, którego twórcą jest przedsiębiorstwo Garmin. Po niecałych pięciu latach działalności, 14 sierpnia 2015 roku serwis został zamknięty.

## Zawartość i budowa skrytek

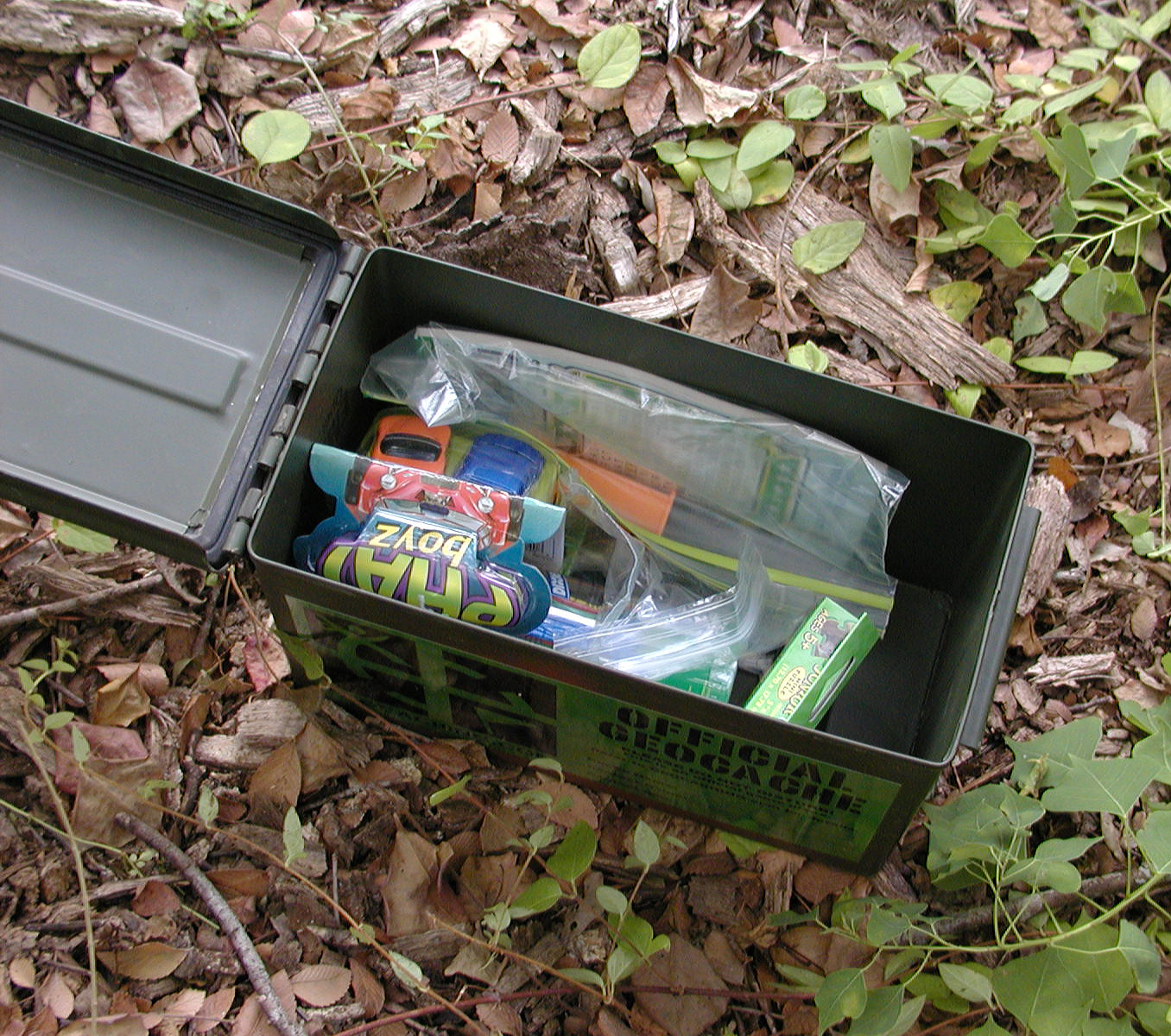
Skrytka Geocache – typowy ammobox (skrzynka po amunicji NATO)

Skrytkami mogą być wszelakiego rodzaju i różnej wielkości wodoodporne, trwałe i odpowiednio zabezpieczone pojemniki. W przypadku skrytek mikro i małych są to zwykle plastikowe fiolki po lekach, pudełka po żywności czy pudełka służące do pakowania filmów fotograficznych, większe skrytki mogą być metalowymi lub drewnianymi skrzyniami, dużymi pudełkami plastikowymi, zamykanymi szczelnie wiadrami itp. Pudełko z zewnątrz powinno być opisane – posiadać wydrukowany lub napisany wyraźnie kod skrytki oraz ostrzeżenie, że nie jest to śmieć ani przedmiot niebezpieczny dla otoczenia.
Wewnątrz każdej skrytki powinien się znajdować papierowy dziennik, tzw. logbook – czyli mały notatnik zawierający opis skrytki oraz miejsce na dokonywanie wpisów przez kolejne osoby, które ją znajdą. Logbook, jako kluczowy element wyposażenia powinien być szczególnie starannie zabezpieczony przed wilgocią, zazwyczaj za pomocą plastikowego woreczka zapinanego na tzw. strunę. Oprócz logbooka skrytka zawiera zwykle ołówek, temperówkę i rozmaite „skarby”, które można wymienić na inne.
Bardzo niemile widziane jest zostawianie śmieci (kapsli, korków, papierków, zużytych biletów itp.) oraz rzeczy, które mogą się zepsuć podczas długiego leżenia w pojemnikach (żywności, baterii, mydła, próbki kosmetyków itp.).
Czasami w skrytkach zostawiane są certyfikaty lub drobne fanty dla pierwszych znalazców - najczęściej są to certyfikaty FTF (First to Find), STF (Second To Find) i TTF (Third To Find). 

### Maskowanie
Skrytki powinny być odpowiednio ukryte i zamaskowane, jako że zdekonspirowanie znaleziska przez osobę niewtajemniczoną grozi uznaniem skrytki za śmieć, kradzieżą lub dewastacją.
Stosunkowo najłatwiejsze jest ukrywanie skrytek w terenie. Skrytki miejskie (najczęściej typu mikro lub nano, przytwierdzone magnesem do metalowej powierzchni) wymagają przemyślanego zamaskowania oraz ukrycia w takim miejscu, by jej otwieranie przez poszukiwaczy nie wzbudziło podejrzeń przechodniów. Gracze prześcigają się więc w wymyślaniu skutecznych maskowań – mogą być to cegły wypełniające szczelinę w ścianie, sztuczne kamienie, czy nawet wiarygodne imitacje tabliczek informacyjnych.

### Typy skrytek
Geocaching oferuje możliwość zakładania różnych typów skrytek, które czasem różnią się w poszczególnych serwisach lub są dla nich unikalne. Do najczęściej spotykanych typów należą:
- Tradycyjna – podstawowy, pierwotny typ skrytki, składający się co najmniej z pudełka oraz logbooka. Zwykle będzie to pojemnik na żywność, skrzynka na amunicję albo na przykład wiaderko, wypełnione różnymi dobrami. Możesz też trafić na mniejszy pojemnik (tzw. „mikro-cache”), zbyt mały by zmieścić cokolwiek poza logbookiem. Współrzędne pokazane na stronie opisują rzeczywistą lokalizację skrytki.
- Multi-cache – ten typ skrytki wiąże ze sobą co najmniej dwa różne miejsca, przy czym przynajmniej w lokalizacji końcowej znajduje się fizycznie istniejący pojemnik. Istnieje wiele odmian tego typu skrytki, choć w przypadku większości z nich w pierwszym etapie poszukiwacz znajduje wskazówkę prowadzącą do drugiego, w drugim – do trzeciego, i tak dalej. Skrytka offsetowa (w tym przypadku poszukiwacz idzie do miejsca, w którym znajduje wskazówki jak dotrzeć do właściwej skrytki) jest uznawana za multi-cache.
- Zagadka – skrytka, do której można dotrzeć tylko po rozwiązaniu zagadki. Zagadką może być równanie matematyczne, rebus lub każde inne zadanie, które należy rozwiązać, aby znaleźć skrytkę.
- Own-Cache – (tylko opencaching.pl)
- Skrytka, którą właściciel ma zawsze przy sobie i aby ją znaleźć, należy najpierw spotkać właściciela. Ten typ miał w założeniu przyczyniać się do wzajemnego poznawania się uczestników zabawy. Obecnie istnieje limit jednej skrytki typu own-cache na użytkownika (nie dotyczy serwisu geocaching.com).
- Skrzynka mobilna - (tylko opencaching.pl) skrzynka ukryta metodą tradycyjną, której odnalezienie jest możliwe na podstawie współrzędnych. W przeciwieństwie do skrzynki tradycyjnej, osoba znajdująca skrzynkę mobilną powinna jak najszybciej przenieść ją w nowe miejsce a stosunkową informację o nowym miejscu ukrycia zamieścić w logu skrzynki (tylko opencaching.pl).
- Letterbox Hybrydowy – Letterboxing to inna forma zabawy w szukanie skarbów, w której zamiast współrzędnych wykorzystuje się wskazówki. W niektórych przypadkach właściciel skrytki zdecydował jednak, że będzie ona funkcjonować zarówno jako letterbox i geocache, a następnie umieścił jej współrzędne w serwisie geocaching.com. Jeżeli w takiej skrytce znajduje się stempel, nie jest to przedmiot na wymianę, ale narzędzie za pomocą którego poszukiwacze mogą zarejestrować swoją wizytę.
- Wherigo – jest zestawem narzędzi służących do tworzenia oraz prowadzenia w terenie gier, wykorzystujących odbiornik GPS. Dzięki wykorzystaniu kartridża Wherigo poszukiwanie skrytki może przynieść bogate wrażenia. Wherigo, podczas szukania fizycznie istniejącej skrytki, pozwala między innymi na interakcje z rzeczywistymi lub wirtualnymi obiektami terenowymi lub postaciami. Aby uruchomić grę zawartą w kartridżu potrzebne jest urządzenie obsługujące Wherigo.
- Wydarzenie, event – czasami lokalne organizacje geokeszerskie albo sami geocacherzy wyznaczają miejsce i czas spotkania, na którym rozmawia się na temat geocachingu. Po tym zdarzeniu kesz jest archiwizowany.
- Mega-Wydarzenie, Mega event – podobna do skrytki typu „Wydarzenie”, z tym że spotkanie którego dotyczy musi być znacznie większe. Aby zakwalifikować się do tej kategorii, w wydarzeniu musi uczestniczyć minimum 500 osób. Zwykle „Mega-Wydarzenia” są spotkaniami geokeszerów z całego świata, a często są to imprezy cykliczne.
- Giga-Wydarzenie – Giga event podobna do skrytki typu „Mega-wydarzenie”, ale to spotkanie jest znacznie większe. Aby zakwalifikować się do tej kategorii, w wydarzeniu musi uczestniczyć minimum 5000 osób. Pierwsze giga odbyło się w Monachium w 2014 roku.
- CITO – jest to typ aktywności ściśle związany z geocachingiem. W trakcie poszukiwań skrytek, zbieramy śmieci leżące po drodze i przeznaczamy je do właściwej utylizacji. Wydarzenia Cache In Trash Out są znacznie większymi akcjami oczyszczania środowiska, w które zaangażowana jest szersza społeczność.
- EarthCache – jest to miejsce w które można odwiedzić, aby nauczyć się czegoś na temat geologicznych tajemnic Ziemi. EarthCache zawierają zarówno informacje edukacyjne, jak również i informację (współrzędne) gdzie można trafić na opisywane zjawisko. Poszukiwacze EarthCache mogą zobaczyć, jak nasza planeta kształtowała się w trakcie procesów geologicznych, jak wykorzystujemy jej zasoby oraz jak naukowcy zbierają informacje na temat Ziemi (nie występuje w serwisie opencaching).
- Virtual cache - wirtualny typ skrytki. By móc go zalogować (wpisać jako znaleziony) trzeba zazwyczaj wykonać rożnego typu zadania, np. wykonać zdjęcie z jakimś obiektem.

Dodatkowo w czasie eventów MEGA i GIGA dostępne są tzw. lab cache, stanowiące eksperymentalne skrytki dostępne tylko w czasie takiej imprezy (geocaching.com). Wśród typów skrzynek spotykanych w terenie, a już nie wspieranych przez system warto wymienić takie typy jak: Webcam Cache, Project A.P.E. Cache, 10 Years! Event Cache i Locationless (Reverse), przekształcone w waymarking.
Dodatkowo istnieją skrytki z nietypowymi atrybutami jak UV, nocne, z wykorzystaniem technologii chirp, wymagające sprzętu wspinaczkowego czy do nurkowania itp.

### Rozmiary skrytek

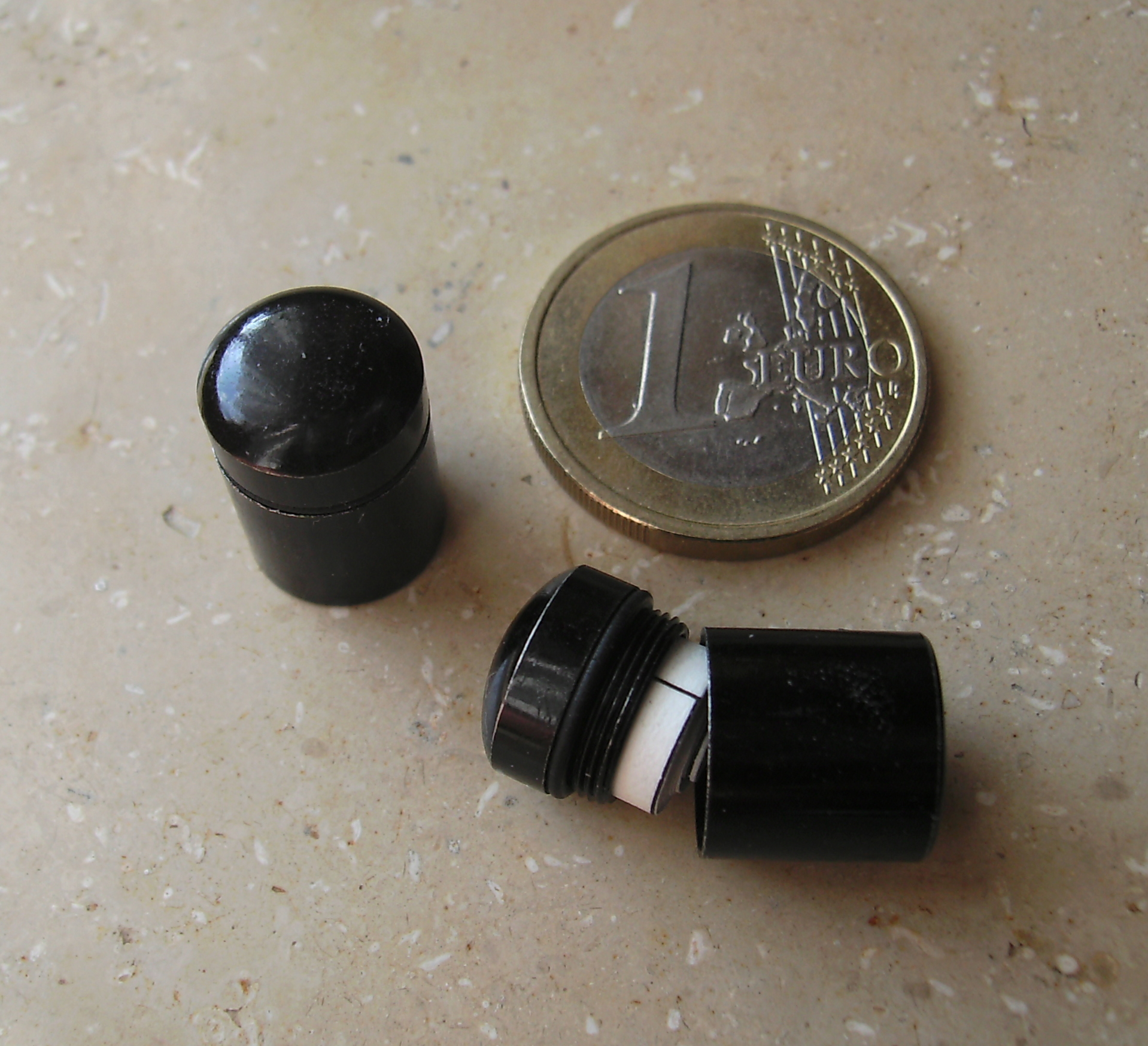
Geocache wielkości mikro

- Mikro – bardzo mała, np. pudełko po filmie fotograficznym, fiolka
- Mała – mała, mieszcząca dziennik i małe przedmioty, o pojemności między 200 ml a 1 litrem
- Normalna – pojemnik wielkości od 1 do 5 litrów
- Duża – pojemniki mogące zmieścić bardzo dużo przedmiotów, o pojemności od 5 do 20 litrów, np. beczka
- Bardzo duża – pojemniki powyżej 20 litrów pojemności. Skrytką taką może być duża skrzynia, kontener lub całe pomieszczenie
- Inna – zwykle dla skrzynek bardzo małych albo nietypowych jak np. wydarzenie

## Podróżujące przedmioty - TB

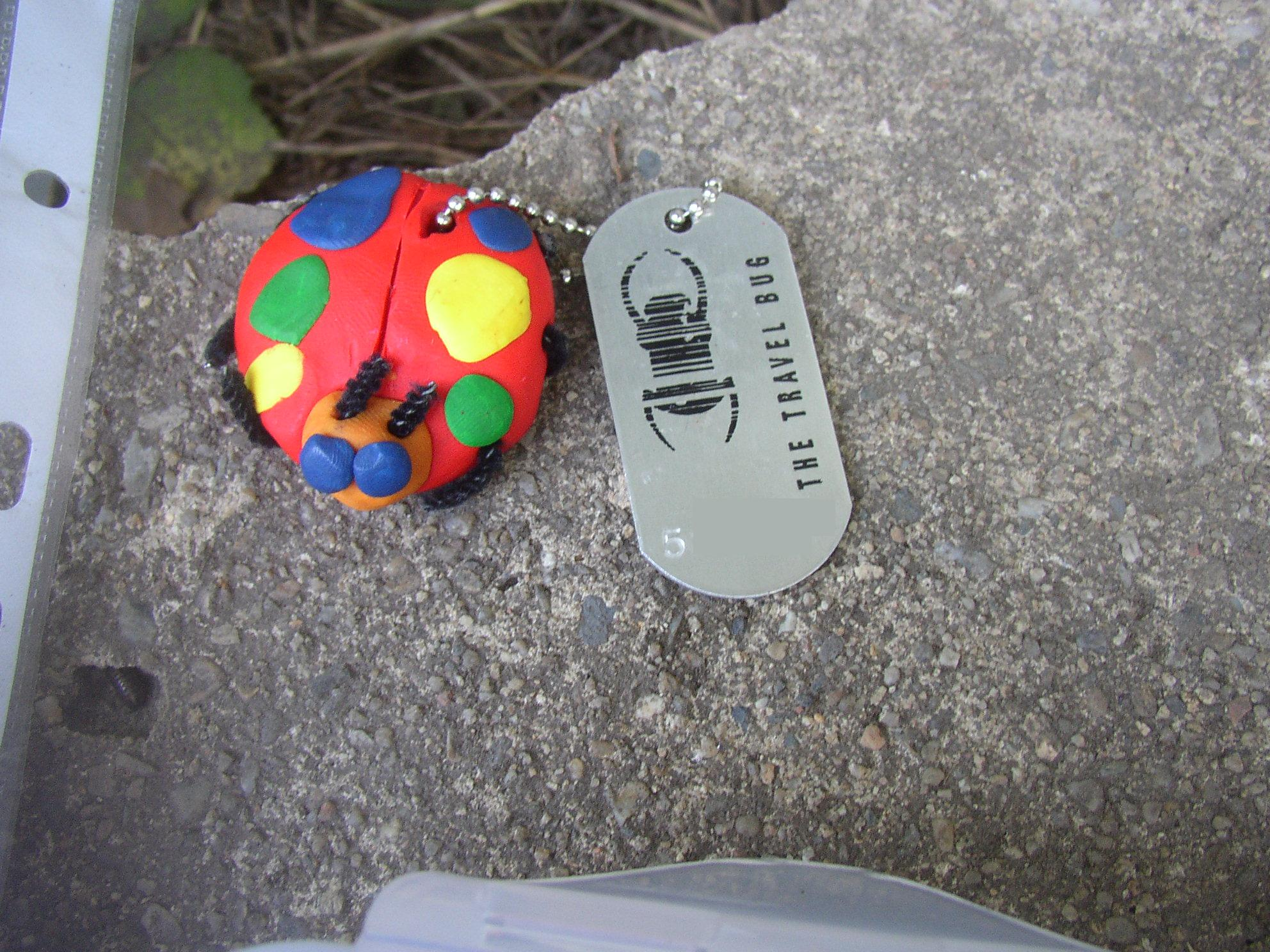
Przykładowy TravelBug

W skrytkach są czasami umieszczane podróżujące przedmioty (przedmioty podróżne). Do przedmiotów takich na trwałe dołączona jest blaszka z kodem do wpisania na stronie serwisu.
Przedmioty te rejestruje się w specjalnych serwisach internetowych, które przydzielają im numery rejestracyjne. O ile inne typy przedmiotów umieszczanych w skrytce można sobie zachować na pamiątkę, o tyle podróżujące powinno się wziąć z jednej skrytki i umieścić w drugiej, dzięki czemu krążą one cały czas po świecie. Osoba, która przeniesie przedmiot do innej skrytki powinna w odpowiednim serwisie umieścić informację o tym. Dzięki temu można śledzić „podróż” przedmiotu po świecie.

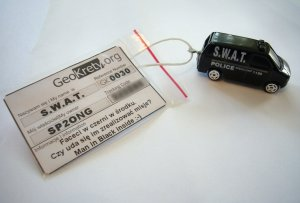
Przykładowy GeoKret z metryczką

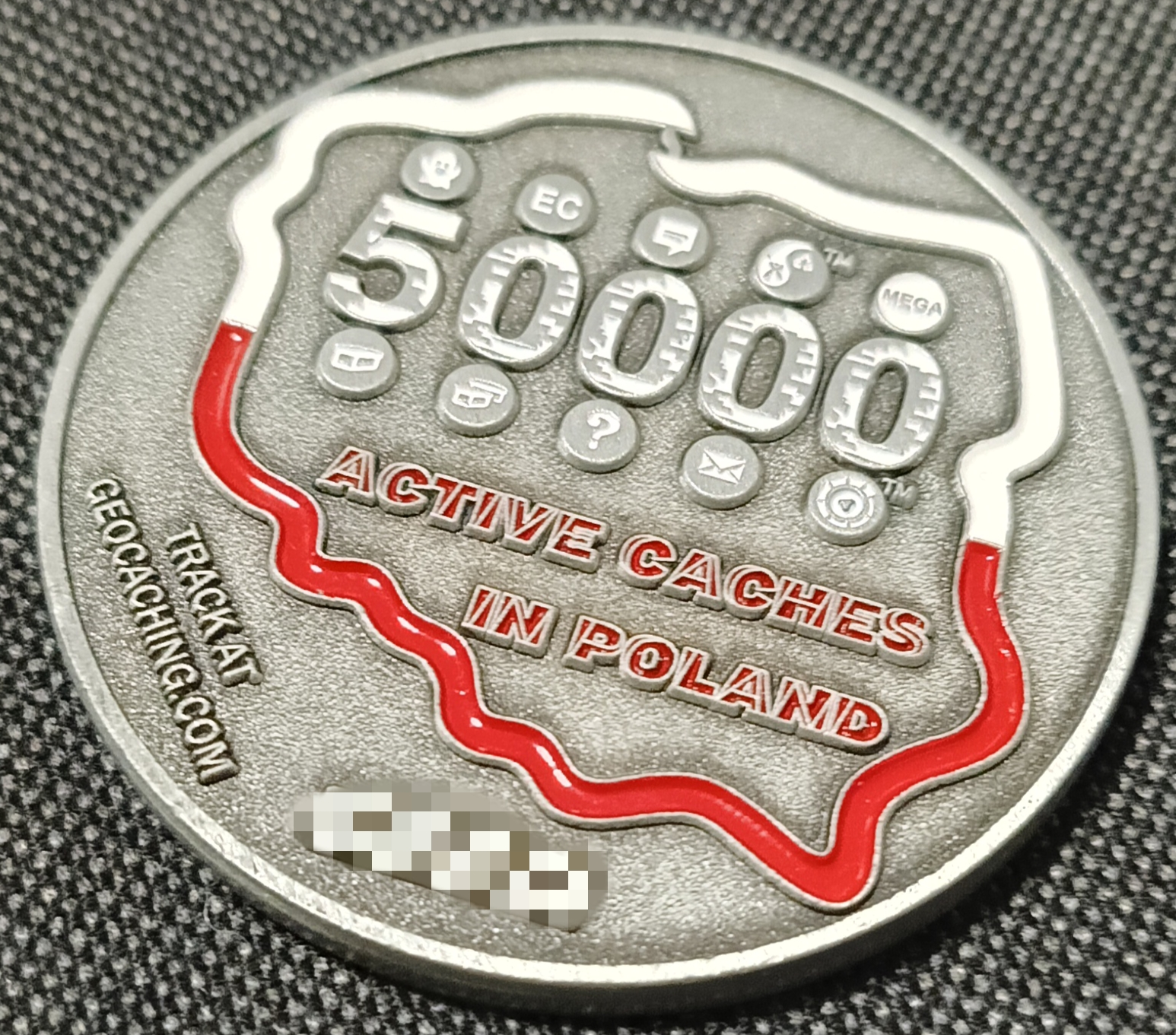
Przykładowy Geocoin na 50 000 aktywnych pojemników w Polsce

Pierwszymi i zarazem najpopularniejszymi na świecie przedmiotami podróżnymi są TravelBugi i GeoCoiny, które można umieszczać w skrytkach zarejestrowanych w serwisie geocaching.com.
Natomiast prawdopodobnie najpopularniejszym niezależnym serwisem tego typu jest Geokrety. Na dzień 29 czerwca 2014 w serwisie tym zarejestrowanych było 44 669 geokretów, 25 570 użytkowników oraz 525 987 logów. Wszystkie geokrety (z wyłączeniem typu „człowiek”) przemierzyły łącznie 48 341 065 km. Serwis ten nie jest związany z konkretną bazą skrytek, przez co umożliwia umieszczanie i logowanie przedmiotów w skrytkach zarejestrowanych w różnych systemach (np. OpenCaching, GPSGames.org, geocaching.com oraz wielu systemach lokalnych). Rejestrację podróżujących przedmiotów oferuje też serwis geolutin.com.
Dzięki dostępności kodów trackable takich samych jak dla przedmiotów podróżnych, kody takie można też spotkać w formie naklejek na samochodach, na ubraniach, w formie naszywek itp.
Każdy TravelBug ma swój typ np. TravelBug dog tag lub podobne

## Integracja graczy
Promocję geocachingu oraz integrację graczy wspierają mniej lub bardziej formalne stowarzyszenia. W Polsce funkcjonują Geocaching Warszawa, Geocaching Silesia, Geocaching Pomorze, Geocaching Dolny Śląsk, Geocaching Małopolska, GEOPyra.